# Rubén Ayala
Rubén Hugo Ayala Zanabria (ur. 8 stycznia 1950 w Humboldt) – argentyński piłkarz. Po zakończeniu kariery osiadł w Meksyku i przyjął tamtejsze obywatelstwo.

## Kariera piłkarska
Swoją karierę piłkarską rozpoczynał w roku 1968 w Club Atlético San Lorenzo de Almagro. W czasie pięcioletniej gry w tej drużynie wystąpił w 123 meczach oraz zdobył 47 bramek. Dwa razy został także mistrzem Argentyny.
Następnie przeszedł do hiszpańskiego Atlético Madryt. Z klubem tym zdobył kilka tytułów. W roku 1980 wyjechał do Meksyku, gdzie grał w Oro de Jalisco i Atlante FC
W czasie swojej kariery miał 25 występów oraz zdobył 11 bramek w reprezentacji Argentyny. Był w jej składzie na mundialu 1974.
Nosi przydomek Ratón (Mysz).

## Tytuły
| Sezon              | Klub            | Tytuł                     |
| ------------------ | --------------- | ------------------------- |
| 1972 Metropolitano | San Lorenzo     | mistrz Argentyny          |
| 1972 Nacional      | San Lorenzo     | mistrz Argentyny          |
| 1974               | Atlético Madryt | Puchar Interkontynentalny |
| 1976               | Atlético Madryt | Puchar Króla              |
| 1976–1977          | Atlético Madryt | mistrz Hiszpanii          |

## Kariera trenerska
Po zakończeniu kariery piłkarskiej Ayala pracował jako trener. Był szkoleniowcem Cobras de Querétaro (1986–1987), Tampico-Madero (1987–1988), Cobras de Ciudad Juárez (1988–1989), Correcaminos (1992–1994) i C.F. Pachuca (2000–2005). W czasie bycia asystentem szkoleniowca w Pachuce z tym klubem wygrał Invierno 2001 oraz Aperturę 2003.